# 聖布埃納文圖拉 (烏蘇盧坦省)
聖布埃納文圖拉（西班牙語：San Buenaventura），是薩爾瓦多的城鎮，位於該國東南部，由烏蘇盧坦省負責管轄，面積27.91平方公里，海拔高度432米，2007年人口4,726，人口密度每平方公里169.33人。
13°32′N 88°23′W / 13.533°N 88.383°W